# Ramicaule
Ramicaule es un término  creado por el botánico Carlyle August Luer para designar los tallos de las especies  de orquídeas pertenecientes a la subtribu Pleurothallidinae que, a diferencia de lo que sucede en la mayoría de las subtribus de Epidendreae, no tienen pseudobulbos.